# هلن کالور
هلن کالور (Helen Culver) (۳ مارس ۱۸۳۲ - ۱۹ اوت ۱۹۲۵)، سازنده موفق املاک و مستغلات و انسان‌دوست بود. او مالک «هال هاوس» بود و آن را به جین آدامز اجاره داد، بعداً او این ملک را همراه با صدها هزار دلار اعانه به جین آدامز هدیه داده و به‌طور قابل توجهی در راستای بنیان‌گذاری جنبش اسکان در ایالات متحده کمک کرد. او تا ۱۸۹۸ میلادی یکی از اعضای هیئت امنای هال هاوس بود.

## اوایل زندگی
کالور در ۳ مارس ۱۸۳۲ میلادی در لیتل ولی، نیویورک زاده شد. او کوچک‌ترین فرزند از چهار فرزند لیمان و امیلیزا (هال) کالور بود. لیمان کالور یک دهقان بود و زمین را خریداری، پاک کاری و سپس به فروش می‌رساند. در ۱۸۳۸ میلادی، امیلیزا کالور درگذشت و او و برادران/خواهرانش توسط خواهران لیمان کالور تا زمانی که او دوباره ازدواج کرد، مراقبت می‌شدند. کالور در مدارس محلی آموزش دید و در سن ۱۴ سالگی شروع به تدریس در مدرسه شهرستان کرد. او همچنین در آکادمی رندالف و حوزه علمیه زنانه در رندالف، نیویورک پذیرفته شد. آموزش وی زمانی که لیمان کالور به‌طور ناگهانی در ۱۸۵۲ میلادی بر اثر تب حصبه وفات کرد، مختل شد. دارایی وی به بیوه‌اش و دو فرزند از همسر دوم خود به ارث گذاشته شد. در نتیجه، هلن کالور در سن ۲۰ سالگی مجبور بود تا خودش درآمد کسب کند.

## حرفه
کالور در ۱۸۵۲ میلادی از آکادمی رندالف فارغ‌التحصیل شد. پس از فراغت، کالور همراه با برادر خود رابرت به غرب نقل مکان کرده و در نزدیکی پدربزرگ‌شان در دکالب، ایلینوی مسکن گزیدند. در ۱۸۵۳ میلادی، او یک مدرسه خصوصی را در سیکامور، ایلینوی در یک ساختمان متروکه مدرسه آغاز نموده و همچنین در آکادمی دوو مشغول تدریس شد. در ۱۸۵۴ میلادی، کالور دوباره به شیکاگو نقل مکان نموده و از ۱۸۵۴ تا ۱۸۶۱ میلادی به عنوان معلم و مدیر مدرسه در مدرسه‌های مختلف شیکاگو خدمت کرد. در این میان، او رابطه خود را با پسر عمویش چارلز جیرولد هال که یک تاجر املاک و مستغلات بود، تقویت کرد. پس از این‌که خانم هال، ملیسینت در ۱۸۶۰ میلادی وفات یافت، کالور تدریس در مدارس دولتی را رها نموده و مشغول آموزش و مراقبت از پسر هال، چارلز و دختر وی فریدریکا شد.
در جریان جنگ داخلی آمریکا، کالور به عنوان پرستار در کمیسیون بهداشت ایالات متحده خدمت کرد. پس از نبرد استونز ریور، کالور در نزدیکی مورفریزبورو، تنسی موظف شده و به عنوان مسئول یک بیمارستان تک اتاقهِ چهل-بستر گماشته شد. پس از اتمام جنگ، کالور به شیکاو و خانواده هال بازگشت.
از ۱۸۶۸ تا ۱۸۸۹ میلادی، کالور همراه با پسر عموی خود چارلز هال در شرکت‌های املاک و مستغلات در شیکاگو و در سراسر کشور از جمله آتلانتا و جکسون‌ویل، فلوریدا کار کرد. زمانی که هال در ۱۸۸۹ میلادی وفات کرد، کالور تجارت املاک و مستغلات وی را به ارث برد.

## انسان‌دوستی
در کنار حمایت از جین آدامز، کالور از چندین آرمان علمی مهم دیگر حمایت کرد، مثلاً اهدای بیش از ۱٫۱ میلیون دلار به دانشگاه شیکاگو، کاری که او را به یکی از نخستین حامیان مالی مهم این دانشگاه مبدل نمود. در ۱۹۰۶ میلادی، او ۵۰٬۰۰۰ دلار به ویلیام آیزاک توماس داد تا از مطالعه‌ای تحت عنوان دهقان لهستانی در اروپا و آمریکا حمایت نماید. کالور در ۱۹۲۵ میلادی درگذشت.